# Seminar
Seminar je oblika dinamičnega poučevanja oz. izobraževalnega treninga v skupini, namenjenega odraslim, ki se izvaja v akademskih ustanovah (visoke in višje šole, fakultete) ali v gospodarskih oz. negospodarskih organizacijah za zaposlene.
Beseda seminar izhaja iz latinske besede seminarium, kar pomeni »seme« oz. »semenišče« - prostor v zemlji, v katerega se položi seme.
Z organizacijskega vidika se seminar nanaša na manjšo homogeno skupino udeležencev (običajno med 6 in 12), ki so združeni z namenom realizacije istih ciljev, ki pa so lahko od udeleženca do udeleženca individualizirani/personalizirani. Seminar se navadno izvede v okviru enega ali več nekajurnih dnevnih srečanj, pri čemer pa morajo vsi udeleženci ves čas aktivno sodelovati. Med posameznimi srečanji lahko udeleženci po navodilu vodje seminarja (trenerja) izvajajo tudi samostojne izobraževalne aktivnosti (seminarske naloge).
S socialnega vidika seminar vzpostavlja oz. poglablja medsebojni stik/odnos med udeleženci ter stik/odnos trenerja z udeleženci.
Z izobraževalnega vidika seminar vpliva na razvoj veščin in kompetenc udeležencev, kot so na primer: upravljanje s časom, upravljanje s stresom, komunikacija, argumentacija, aktivno poslušanje, prezentacija, reševanje problemov, motivacija, timsko delo, vodenje.
Uspeh seminarja je odvisen od spretnosti vodje (trenerja) in njegove sposobnosti upravljanja dinamike skupine. 